# André Lukács
André Lukács, né le 20 mars 1928 à Bratislava à l'époque en Tchécoslovaquie (aujourd'hui Slovaquie) et mort le 15 septembre 1990 à Nice, est un joueur de football franco-tchécoslovaque qui évoluait au poste d'attaquant, avant de devenir ensuite entraîneur.

## Biographie

### Carrière de joueur
André Lukács joue 40 matchs en Division 1, inscrivant 16 buts, et 89 matchs en Division 2, inscrivant 38 buts.
Il réalise sa meilleure performance lors de la saison 1951-1952, où il inscrit 16 buts en Ligue 1 avec les Girondins de Bordeaux. Le 25 novembre 1951, il est l'auteur d'un quadruplé lors de la réception de l'AS Saint-Étienne, avec à la clé une large victoire sur le score de 9-0.
Il est vice-champion de France en 1952 et dispute la même année les quarts de finale de la Coupe de France avec les Girondins.
Droitier, bon du pied gauche, il avait un jeu de tête exceptionnel.

### Carrière d'entraîneur
Recruté en tant qu'entraineur-joueur au Oléron FC, il tiendra quelque temps le bar-restaurant l'Olympia, Place Gambetta à Saint-Pierre d'Oléron (Charente-Maritime).

## Palmarès
Girondins de Bordeaux
- Championnat de France :
  - Vice-champion : 1951-52.